# Schlosspark Sondershausen
Der Schlosspark Sondershausen, auch einst als „Fürstlicher Park zu Sondershausen“ bezeichnet, ist ein Landschaftspark in Thüringen. Die Anlage liegt relativ zentral in der Kreisstadt Sondershausen und ist im Verhältnis zur Stadt ein recht großes und bedeutendes Gartenkunstwerk. Der Park bildet mit dem Schloss Sondershausen, das von etwa sechs verschiedenen Kunstepochen geprägt ist, eine ansehnliche Komposition.
Es handelt sich hierbei größtenteils um einen etwa 30 Hektar umfassenden Englischen Landschaftsgarten, der um 1836 von Tobias Philipp Ekart, Carl Eduard Petzold (1815–1891) und Carl Arlt konzipiert und unter deren Leitung angelegt wurde. Dabei wurde der Fluss Wipper, der durch die Stadt fließt, mit in den Park integriert. Die Anlage selbst kann man noch einmal in einen oberen und einen unteren Bereich gliedern.

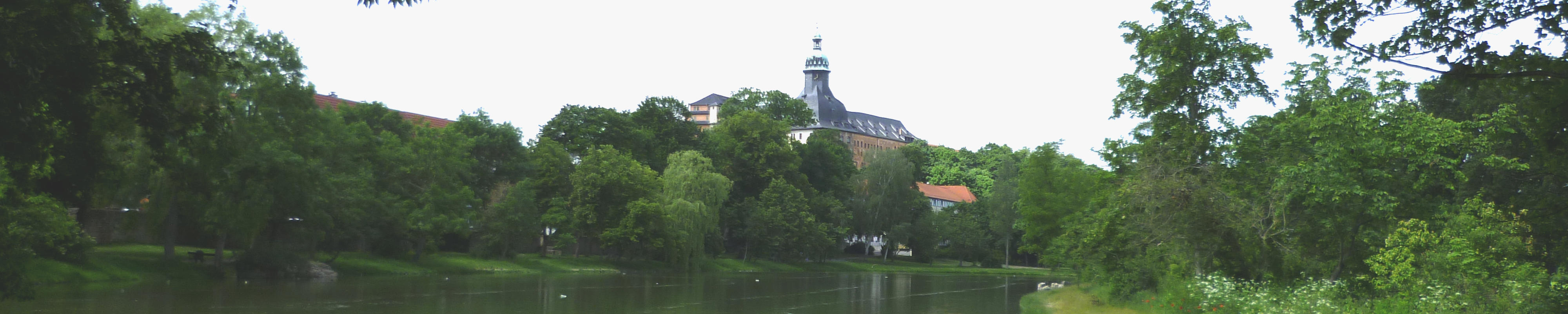
Schlosspark Sondershausen, Blick über den Großen Parkteich zum Schloss

## Geschichte

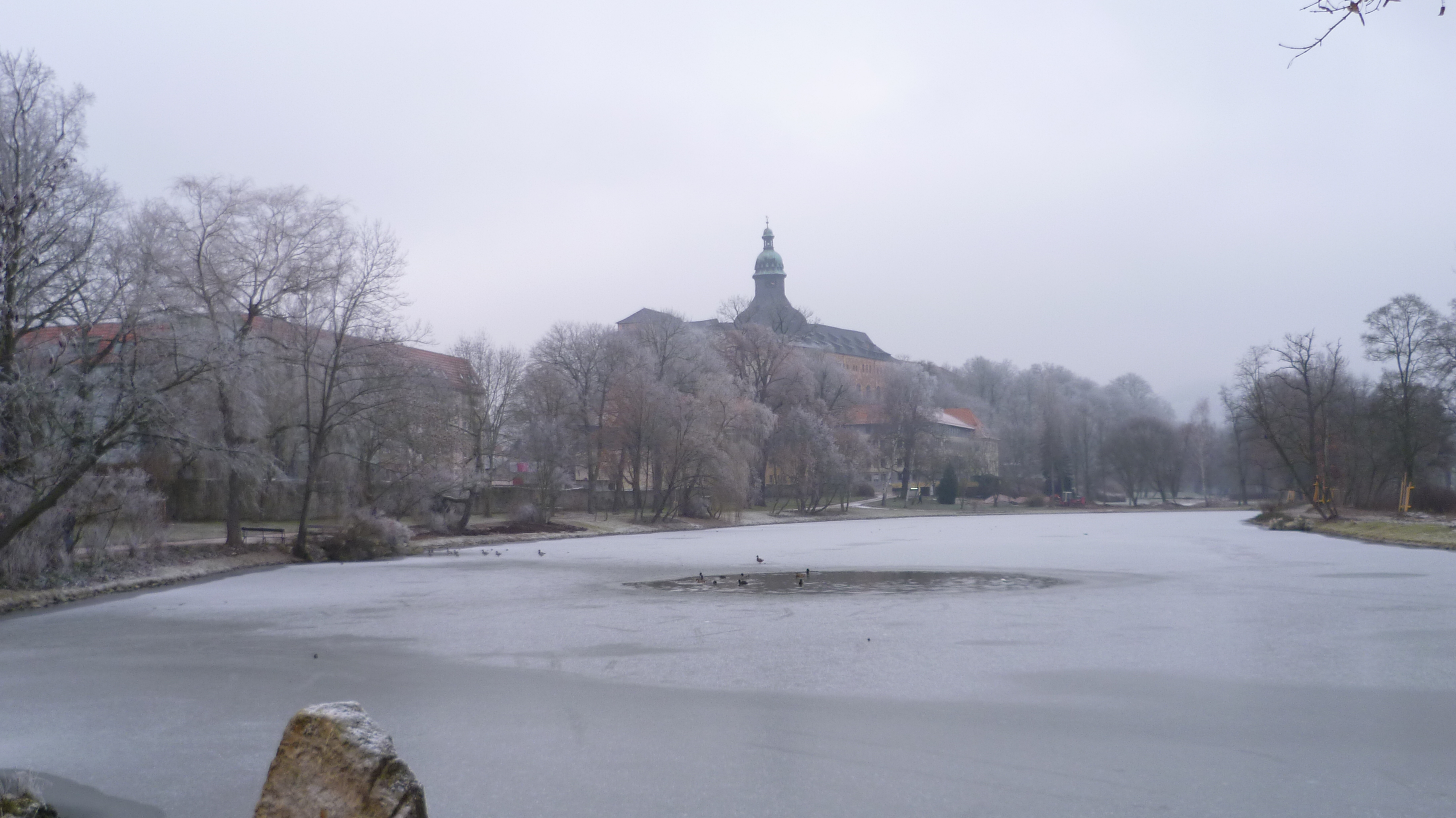
Blick über Großen Parkteich zum Schloss, Winter 2010

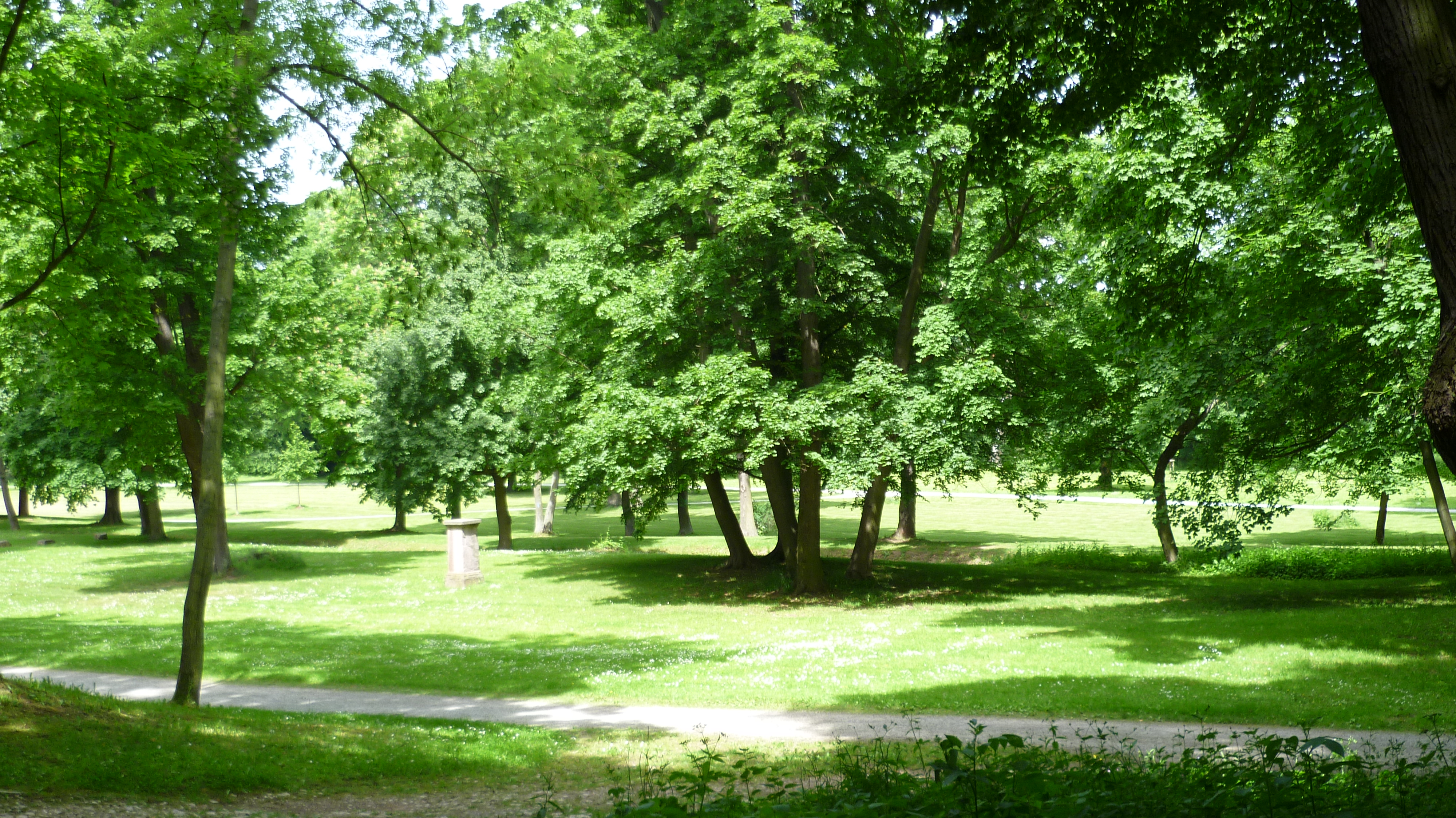
Parkdetail nahe Lohplatz

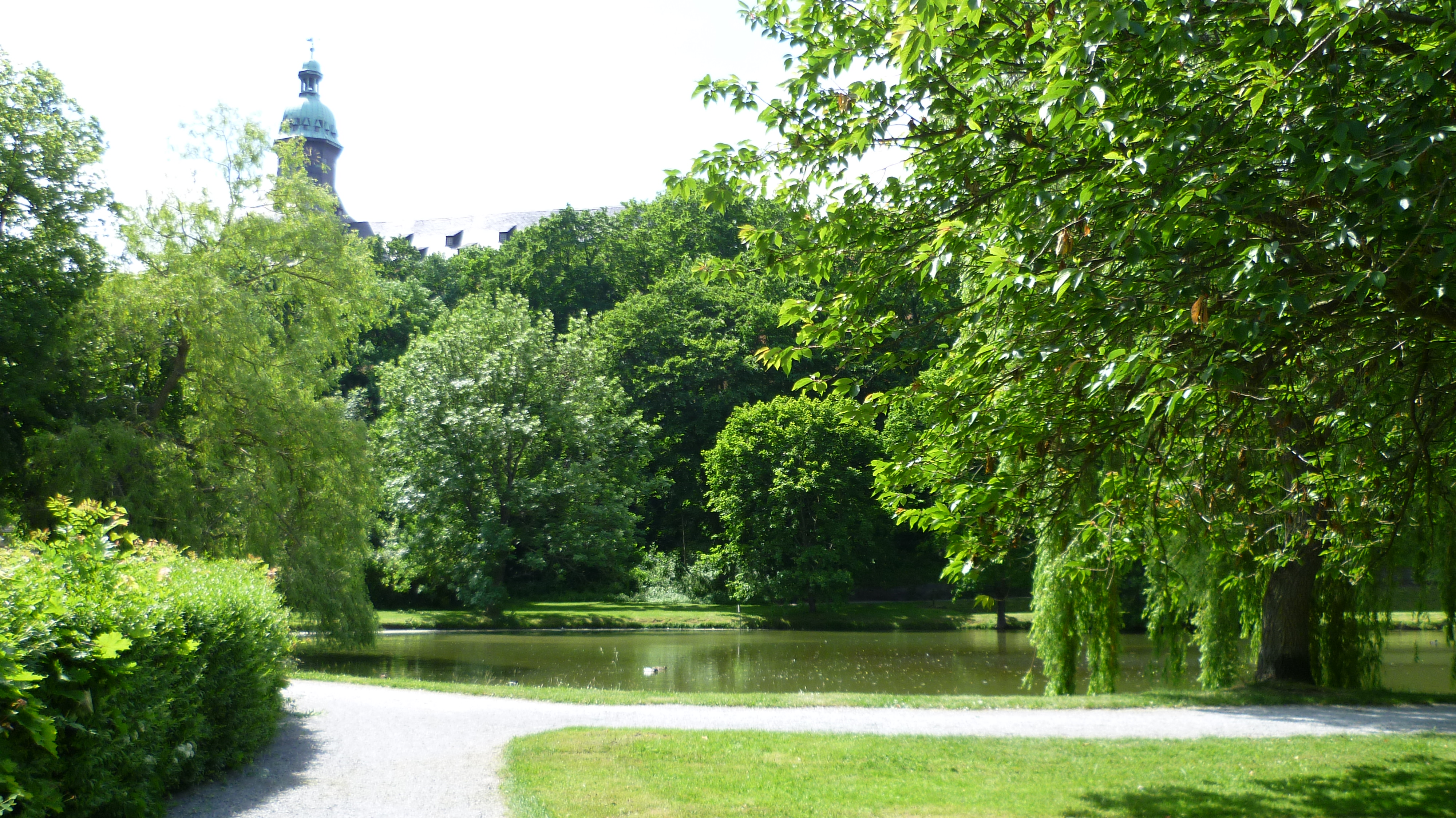
Blick vom Kleinen Parkteich zum Schloss

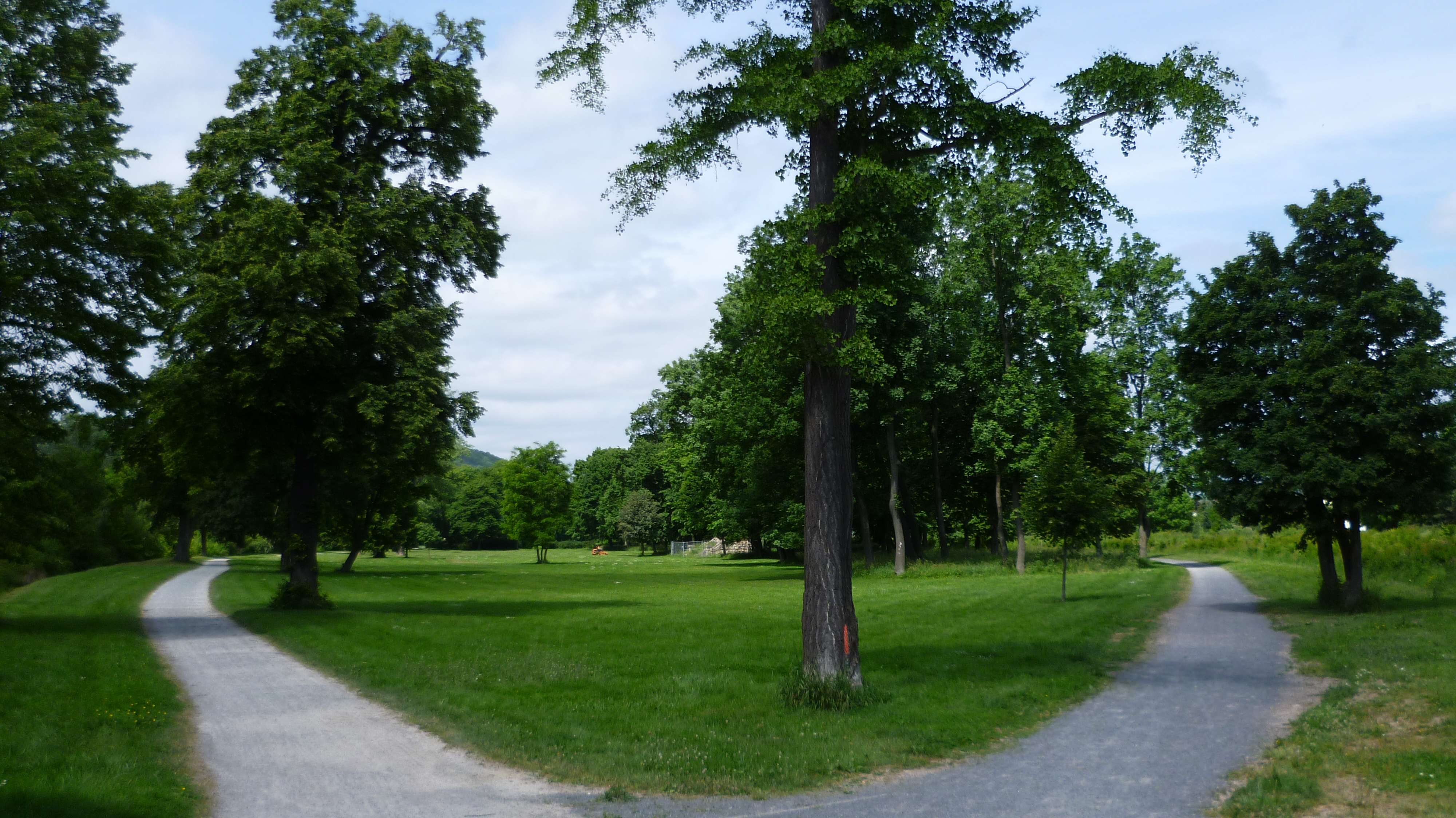
Östliches Parkende mit Ginkgobaum (Mitte)

Anfänge einer Park- bzw. Gartenanlage, die um das Schloss angelegt wurde, gibt es bereits aus der Mitte des 16. Jahrhunderts. Zu jener Zeit befand sich hier eine Renaissanceanlage, die mit Lust- und Küchengärten das Schloss umgab. Um 1700 wurde sie nach französischem Vorbild in einen Barockgarten umgestaltet.
Wiege und Zentrum des unteren Teils des Parks war der Lohplatz. Dort ließ Fürst Christian Wilhelm von Schwarzburg-Sondershausen (1645–1721) im Jahr 1694 eine Fasanerie mit Irrgarten errichten. Etwa 1700 wurde eine Allee vom Achteckhaus zum Lohplatz mit Obeliskenpaaren angelegt. Um 1800 kam es zu einer Umgestaltung dieses Platzes mit einem Schießstand, einer Trinkhalle und Musikpavillons. Nachdem Carl Scheppig nach Sondershausen kam, gestaltete er den Platz 1837 noch einmal um und ließ die Loh-Halle für die Loh-Konzerte errichten und legte einen Springbrunnen an.
Der Beginn des Landschaftsgartens wurde um 1836 durch Garteninspektor Dr. Tobias Philipp Ekart gelegt, der die Aufgabe hatte, die Sumpfwiesen, auch Bottichwiesen genannt, umzugestalten und in dem unter dem Schlossberg liegenden Talabschnitt bis zur Wipper einen Park anzulegen. Die Anordnung dafür hatte der Fürst Günther Friedrich Carl II. von Schwarzburg-Sondershausen (1801–1889) kurz nach seinem Regierungsantritt gegeben. Ekart hielt seine Pläne in der Schrift Betrachtung über bildende Landschaftsgartenkunst in einer erläuternden Beschreibung des Fürstlichen Parks zu Sondershausen 1836 fest. Ein Jahr später begann die Ausführung. Es wurden 13.000 Gehölze gepflanzt und der Kleine Parkteich ausgehoben. Doch sämtliche Bemühungen wurden von Hochwasser der folgenden Jahre immer wieder zunichtegemacht.
Zu jener Zeit kam auch Petzold nach Sondershausen und wurde mit der Neugestaltung beauftragt. Die Leitung der Arbeiten übernahm Hofgärtner Arlt. Ziel war es, dem Park durch Wechsel von Licht und Schatten, hervorgerufen durch freie, sonnenbeschienene Wiesenflächen, raumgliedernde Einzelbäume, Baumgruppen und unterschiedlich große, geschlossene Baum- und Strauchpflanzungen sowie durch weite Sichten in die Landschaft einen harmonischen Charakter zu verleihen. Künstlich angelegte Teiche wurden gespeist von der ebenso von Menschenhand geschaffenen Mühlwipper, auch Mühlgraben genannt, die bei Stockhausen von der Wipper abgezweigt worden war. Viele der damals angelegten Seen und Springbrunnen sind heute nicht mehr vorhanden. Nur der Große und der Kleine Parkteich sind noch zu finden.
Nach der Abdankung des Fürsten wurden Stimmen laut, die eine Gärtnerische und Landschaftliche Arbeitsgemeinschaft Schloss Sondershausen zur Bewirtschaftung des Parks forderten. So sollte dieser landwirtschaftlich genutzt werden. Doch Gegner argumentierten, dass somit Sondershausen ein besonderes Kleinod für immer verlieren würde. Die Parkanlage begann zu verwahrlosen. Der Zweite Weltkrieg mit seinem Bombenhagel über Sondershausen am 8. April 1945 und die Nachkriegszeit unter den Bedingungen von SBZ und DDR taten ihr Übriges.
Ernstzunehmende Instandsetzungsarbeiten wurden erst ab 1991 in Angriff genommen, die bis heute noch andauern.

## Der Park und seine Teile

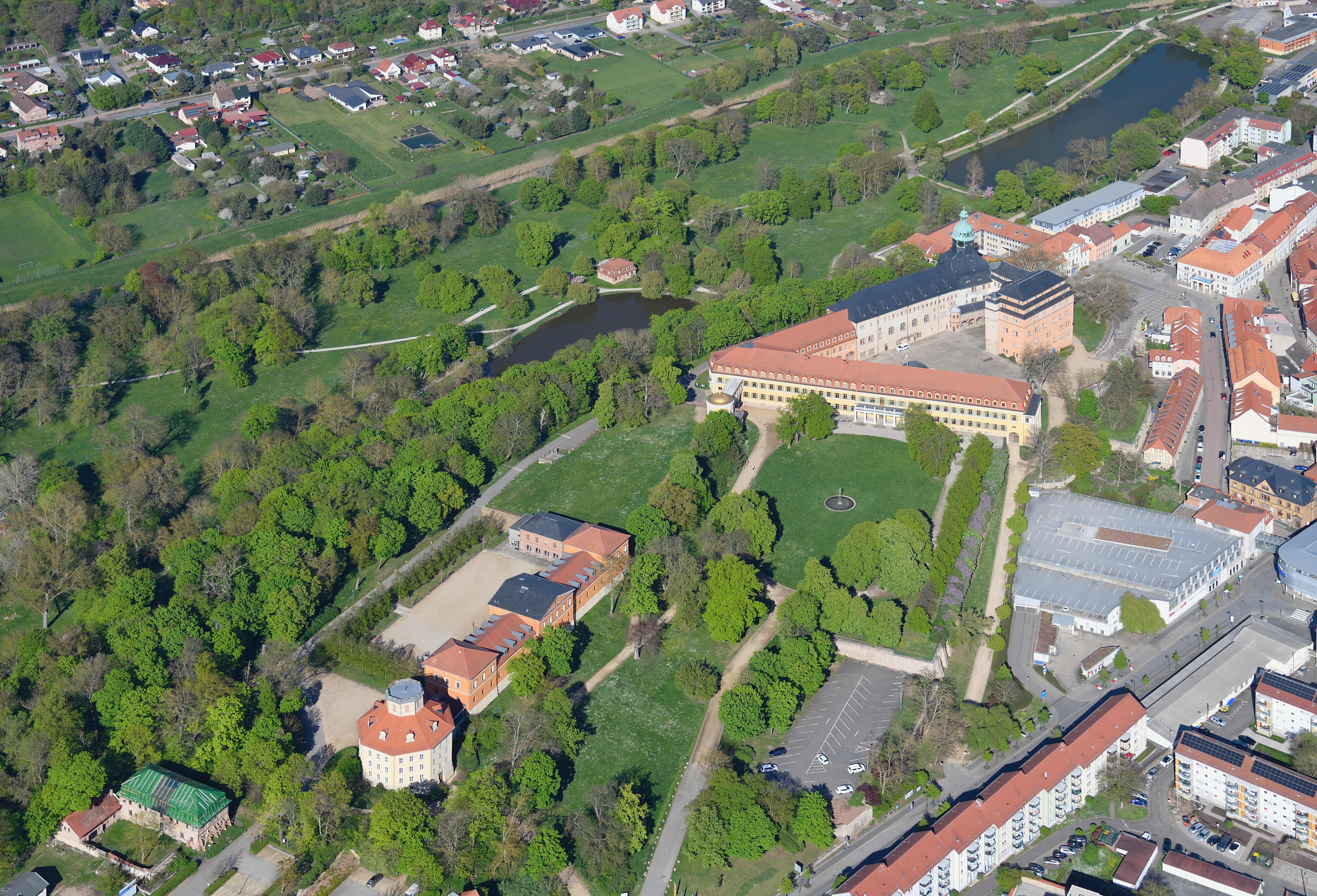
Der Schlosspark Sondershausen aus der Luft gesehen

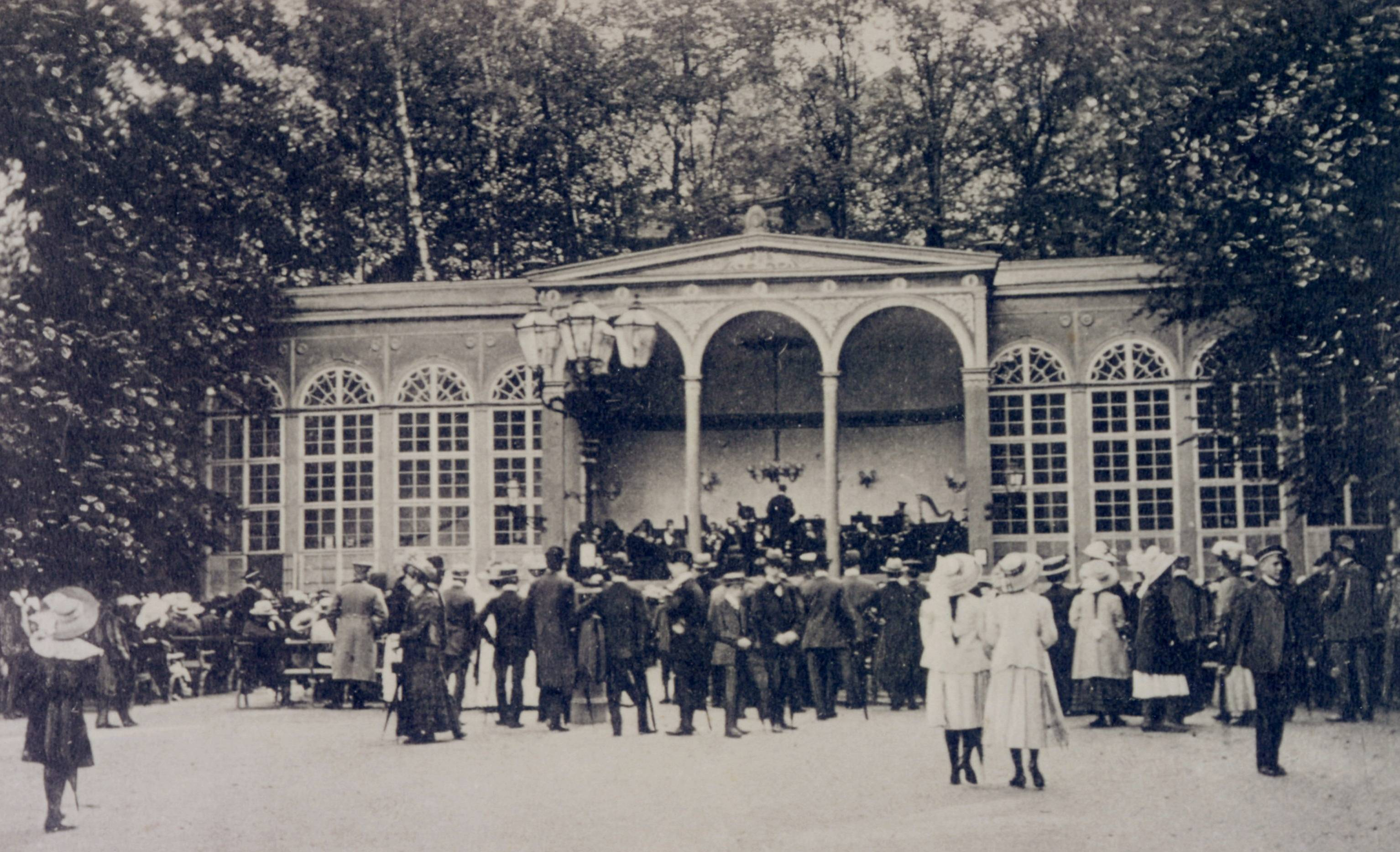
Die Lohhalle von Scheppig

Die Anlage umfasst einen alten, oberen und einen neueren bzw. unteren Bereich.
Der ältere befindet sich auf dem Schlossplateau und geht auf das 16. Jahrhundert und die barocke Gartengestaltung um 1700 zurück. Dazu gehört der Prinzessinnengarten, der Lustgarten mit Fontäne und die Theaterwiese, auf der sich bis 1946 das Hoftheater befand, der Marstall und das Wagenhaus, die nicht mehr existierende Reitbahn sowie das Achteckhaus und die heutigen Parkflächen, auf denen einst die am 8. April 1945 bombenzerstörte Orangerie und die fürstlichen Gewächshäuser der Hofgärtnerei standen.
Der jüngere Parkteil wurde im Zuge der Umgestaltung zum Landschaftspark angelegt und beinhaltet zwei Seen, den Großen und den Kleinen Parkteich, die Wipper und die Mühlwipper mit Schlossmühle, ein Teehäuschen, ein Parkwächterhäuschen, die Fasanerie (heute Kleingärten), zahlreiche Brücken und Ausschmückungen. Vom Schloss über die Obeliskenallee gelangt man zum Lohplatz, auf dem einst die von Scheppig konzipierte klassizistische Lohkonzerthalle mit einigen Musikpavillons stand und sich heute das Theater bzw. Konzerthaus „Haus der Kunst“ befindet sowie der Gebäudetrakt des „Erbprinzen“.

### Der Lustgarten

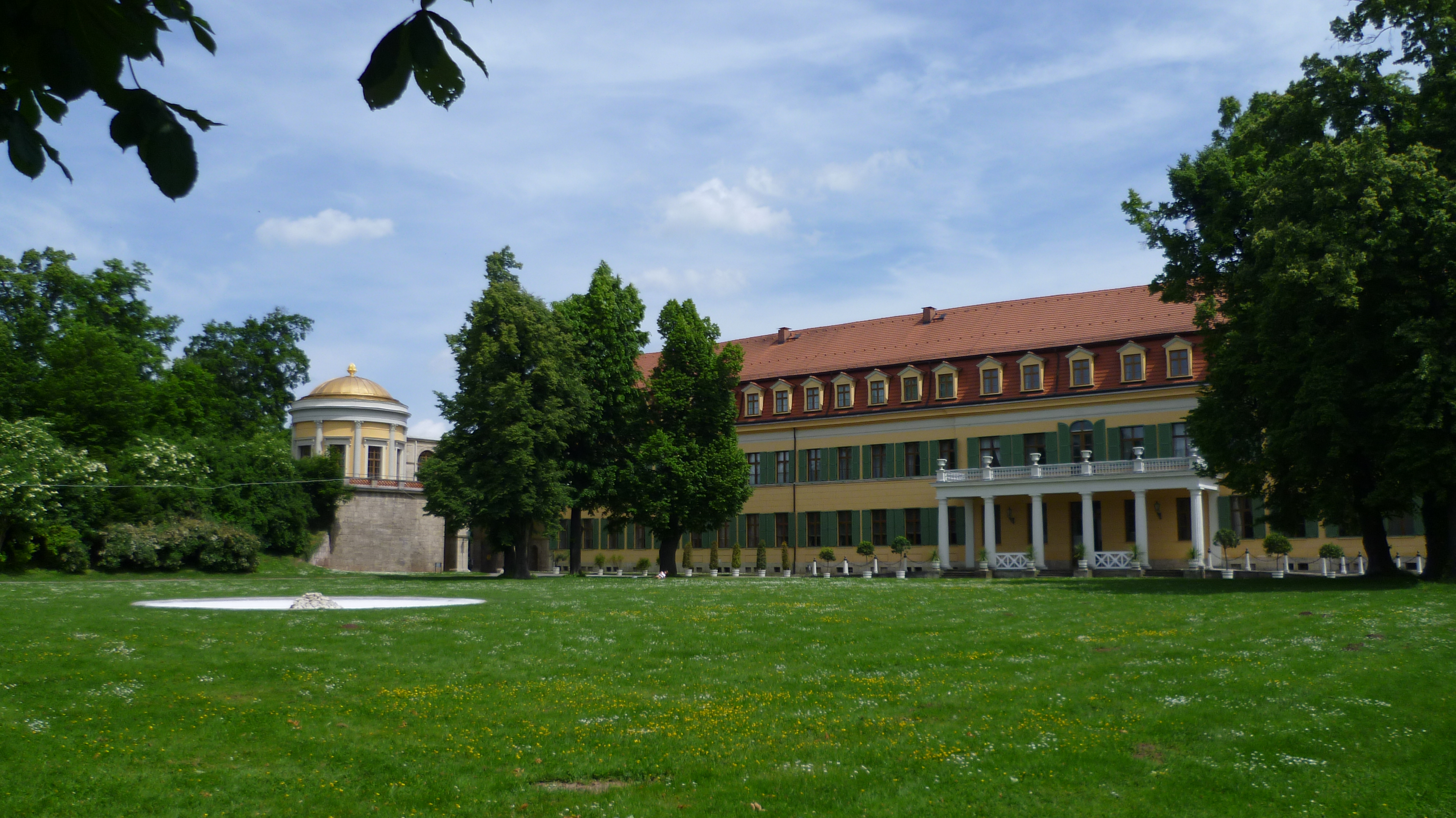
Blick vom Lustgarten zum Schloss

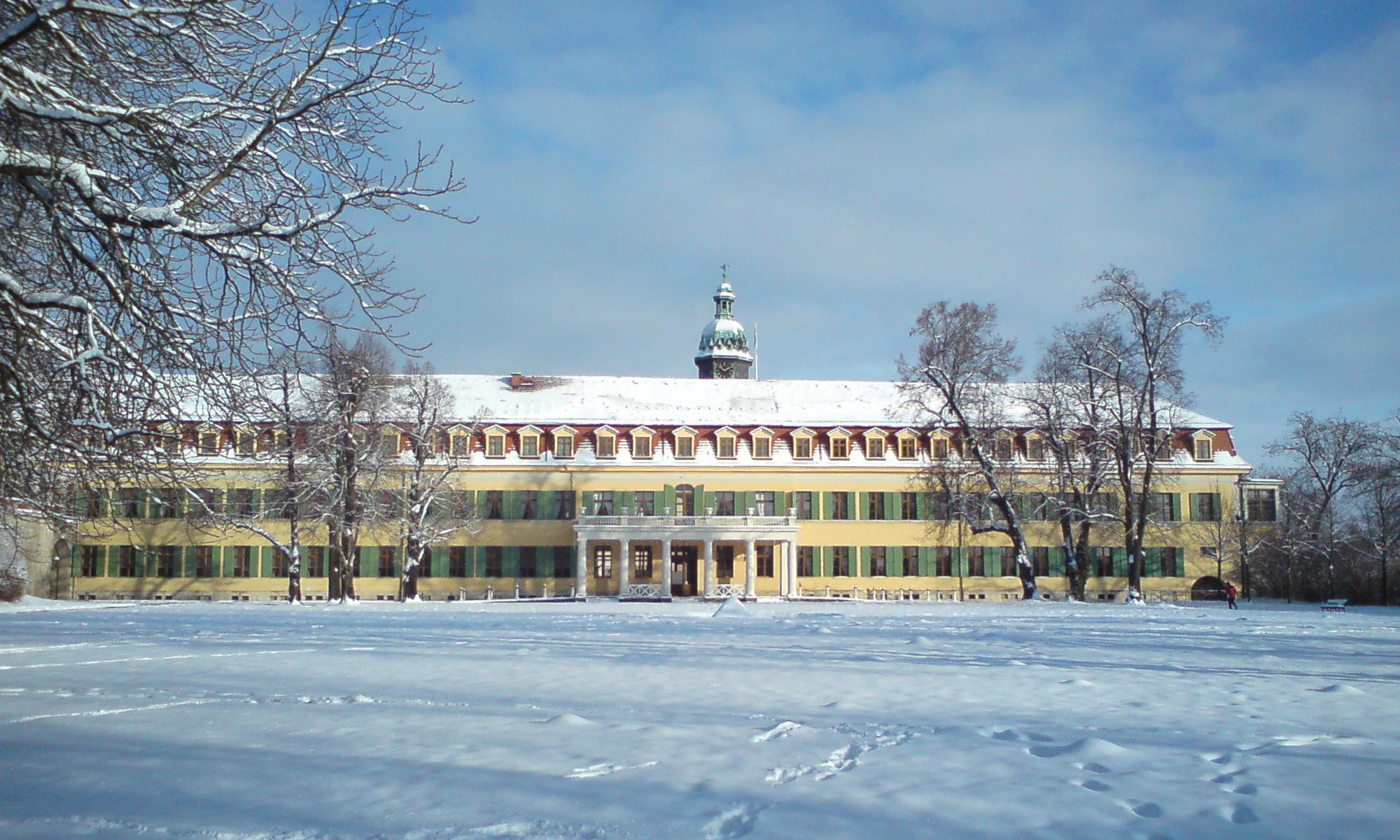
Lustgarten im Schnee

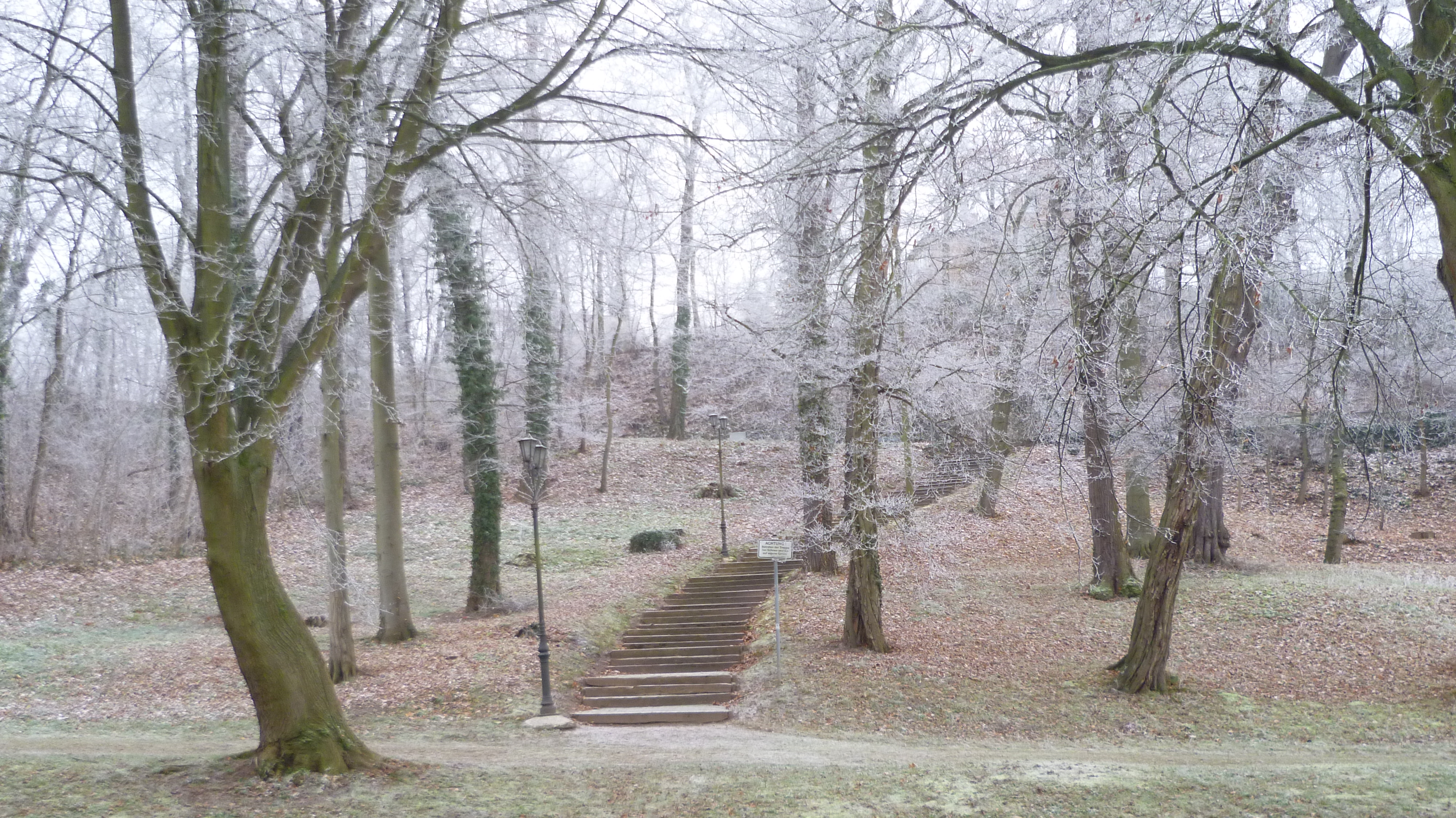
Parktreppe zum Lohberg im Schnee

Der Lustgarten mit seiner ausgedehnten Rasenfläche ist mit Laubbäumen an vier Ecken flankiert und mit einer Reihe von Kastanien umgeben. Im Zentrum befindet sich eine große flache Schale, aus der die Fontäne eines Springbrunnens aufsteigt.
Zu Zeiten der Renaissance Mitte des 16. Jahrhunderts befanden sich hier die Lust- und Küchengärten, die das Schloss umgaben.
Die Anlage wurde um 1700 nach französischem Vorbild in einen Barockgarten umgewandelt. Laut einer Beschreibung Thüringer Parks und Gärten von G. Timm bildete den baulichen Schmuck „vor allen ein Portal, welches vom Schlosshofe aus den Zugang zum Lustgarten vermittelte. Es war mit Statuen vom Bildhauer Sixtus Grundmann und mit vier Bildern […] verziert. Überhaupt schmückten Statuen, Grotten, Lauben und Rasenbänke nicht allein den Lustgarten, sondern auch die Alleen im Lohwäldchen.“
Im Lustgarten schlug Anfang des 19. Jahrhunderts auch die Geburtsstunde des Hoftheaters. Die wandernde Schauspielertruppe Tilly führte am 18. Juli 1815 hier das kriegerische Spektakel Walltron von Möller auf. Dem Fürst Günther Friedrich Carl I. gefielen die 16 Schauspieler und Sänger so sehr, dass er sie für ein erstes Hoftheater im Riesensaal fest einstellte.
In den darauffolgenden Jahren verfiel die Anlage zunehmend und wurde hauptsächlich als Reit- und Exerzierplatz genutzt, da der Fürst Uniformen und militärisches Gepränge bevorzugte.
Am 8. April 1945 verwandelte der Luftangriff auf Sondershausen den Lustgarten bis fast zum Schloss hin in eine Kraterlandschaft mit tiefen Bombentrichtern und Verlust von wertvollem Baumbestand. Die prächtige Orangerie von 1709 lag in Schutt und Asche und wurde nicht wieder aufgebaut.
Heute ist der Lustgarten ein Ort der Ruhe und Entspannung, in dem vornehmlich Bürger der Stadt bei einem Picknick oder Sonnenbad ihre Seele baumeln lassen.

## Relikte der historischen Ausstattung im Park
Im Schlosspark Sondershausen befinden sich noch einige Relikte von der einst üppigen Ausstattung, u. a. aus der Zeit des Barock oder des Klassizismus. Ein paar Beispiele sind hier zu sehen:

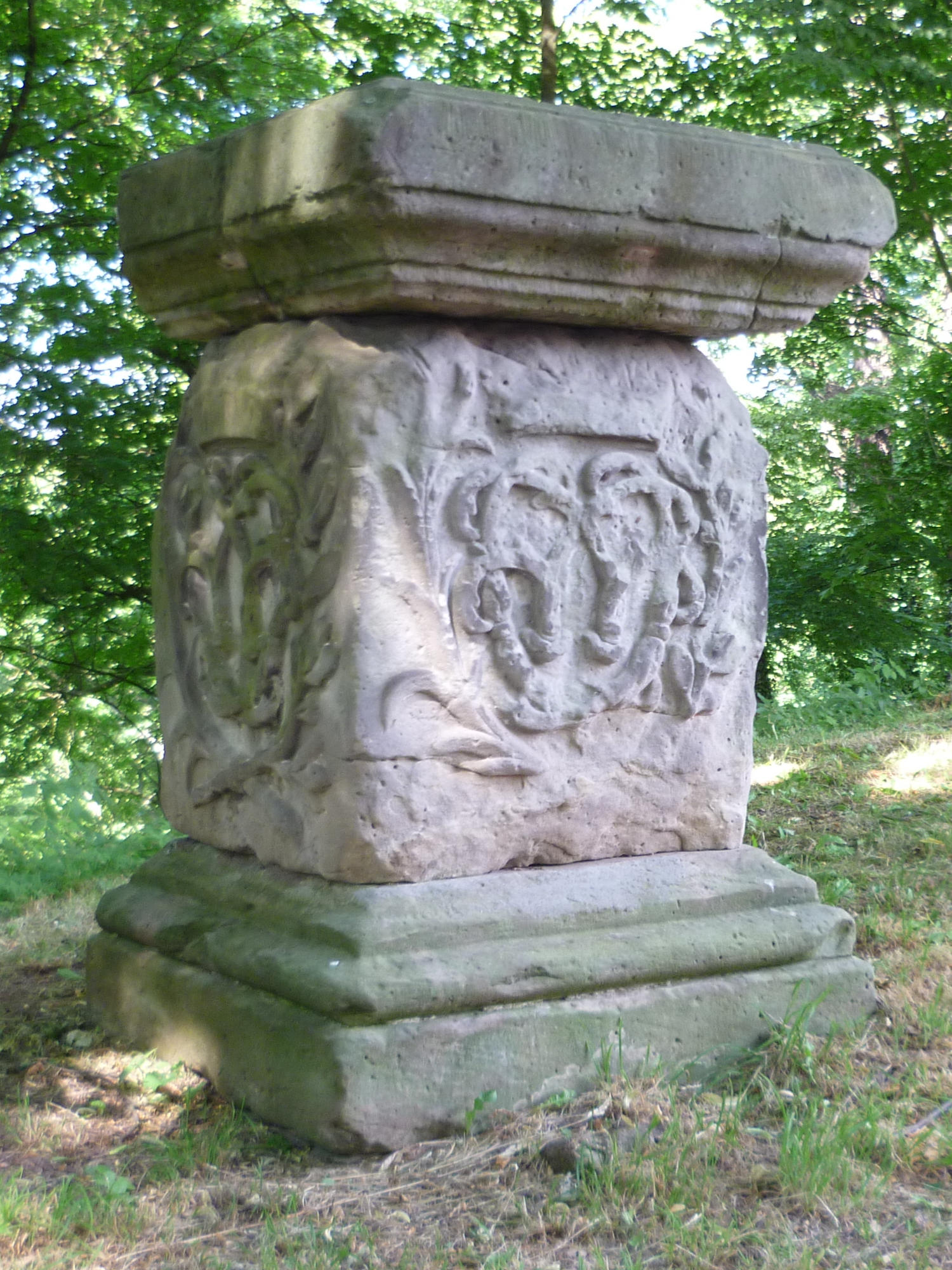
Sockel aus der Zeit des Barock
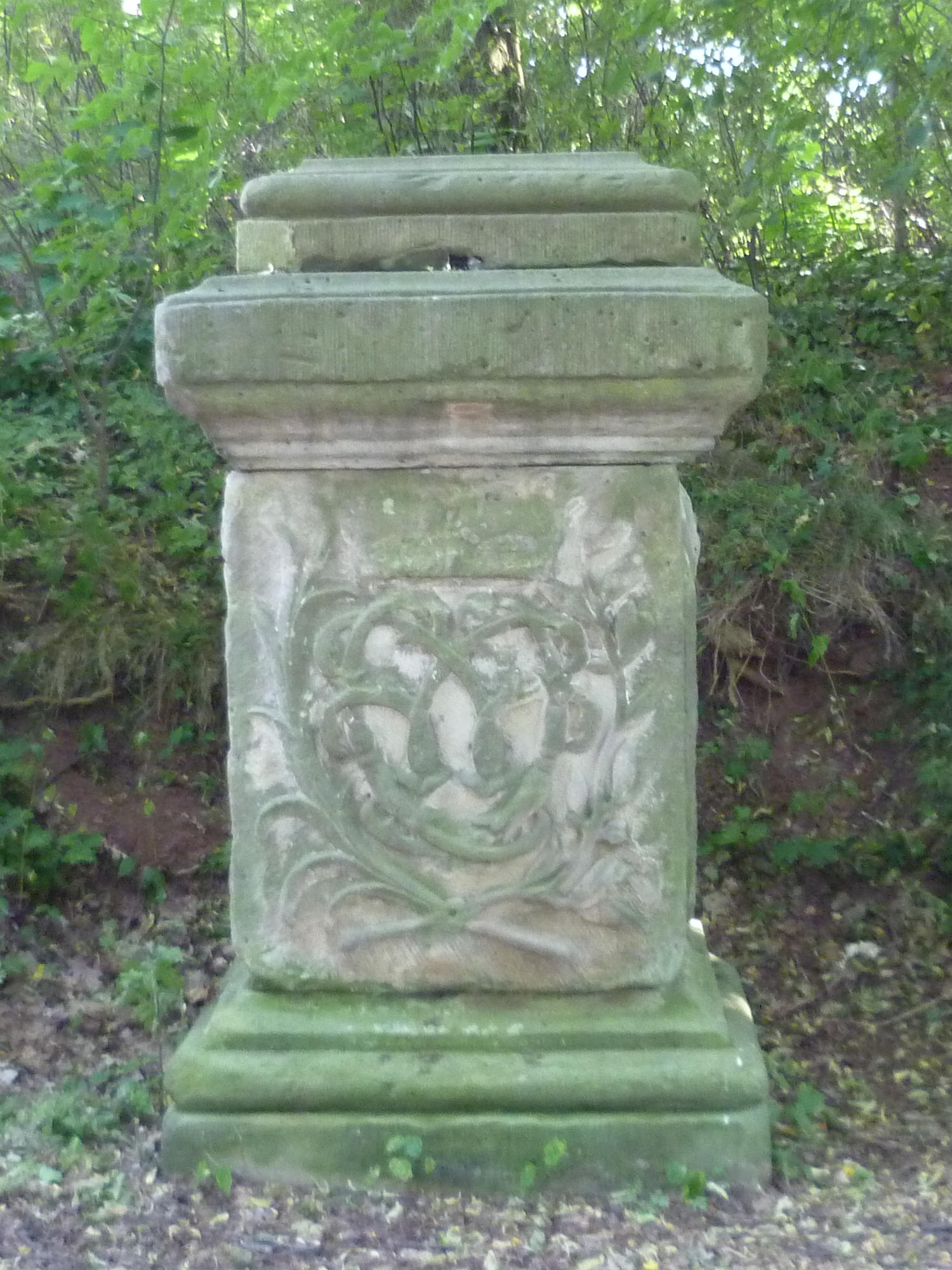
Sockel mit den fürstlichen Initialen Christian Wilhelms
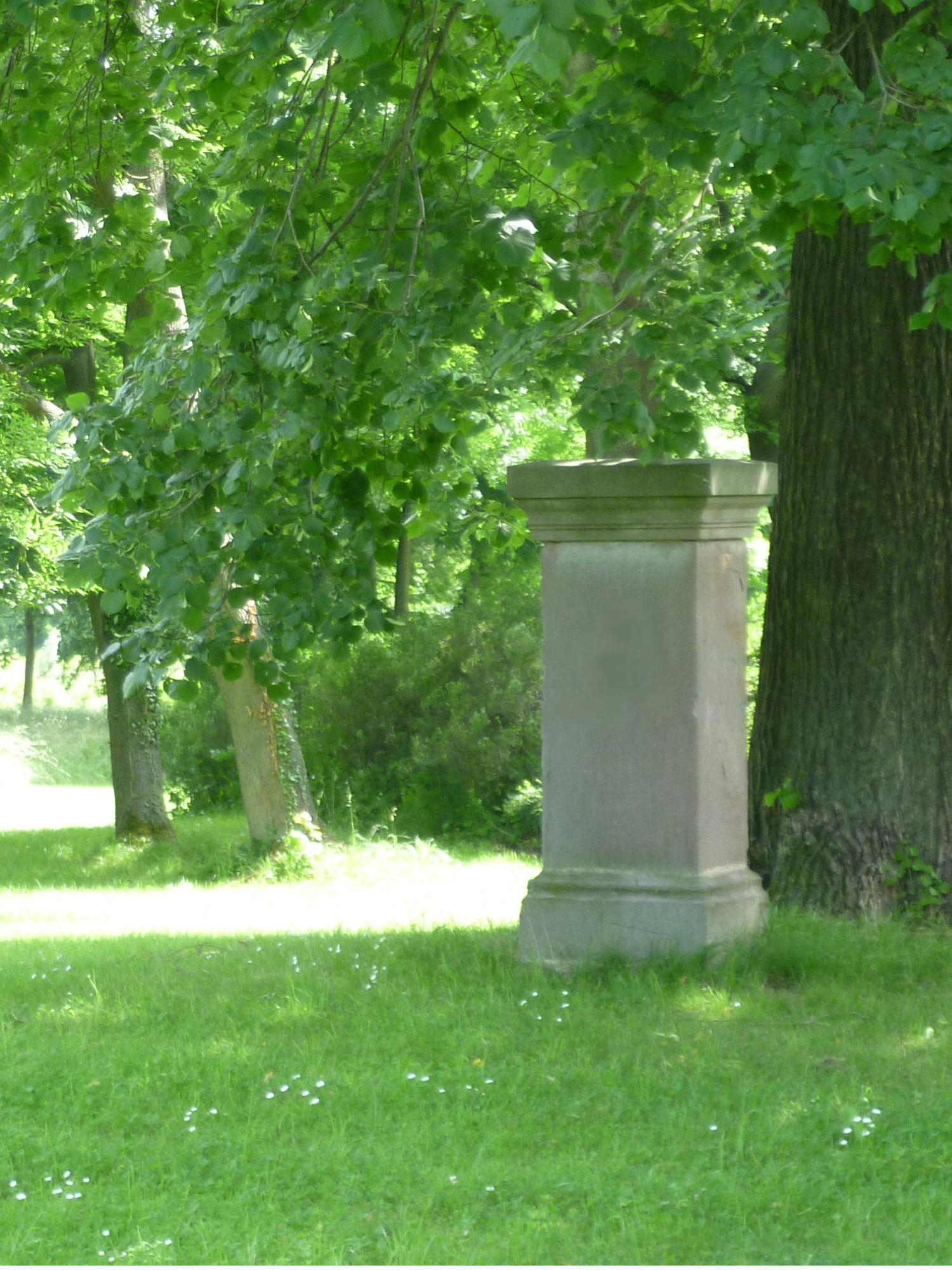
Klassizistischer Sockel
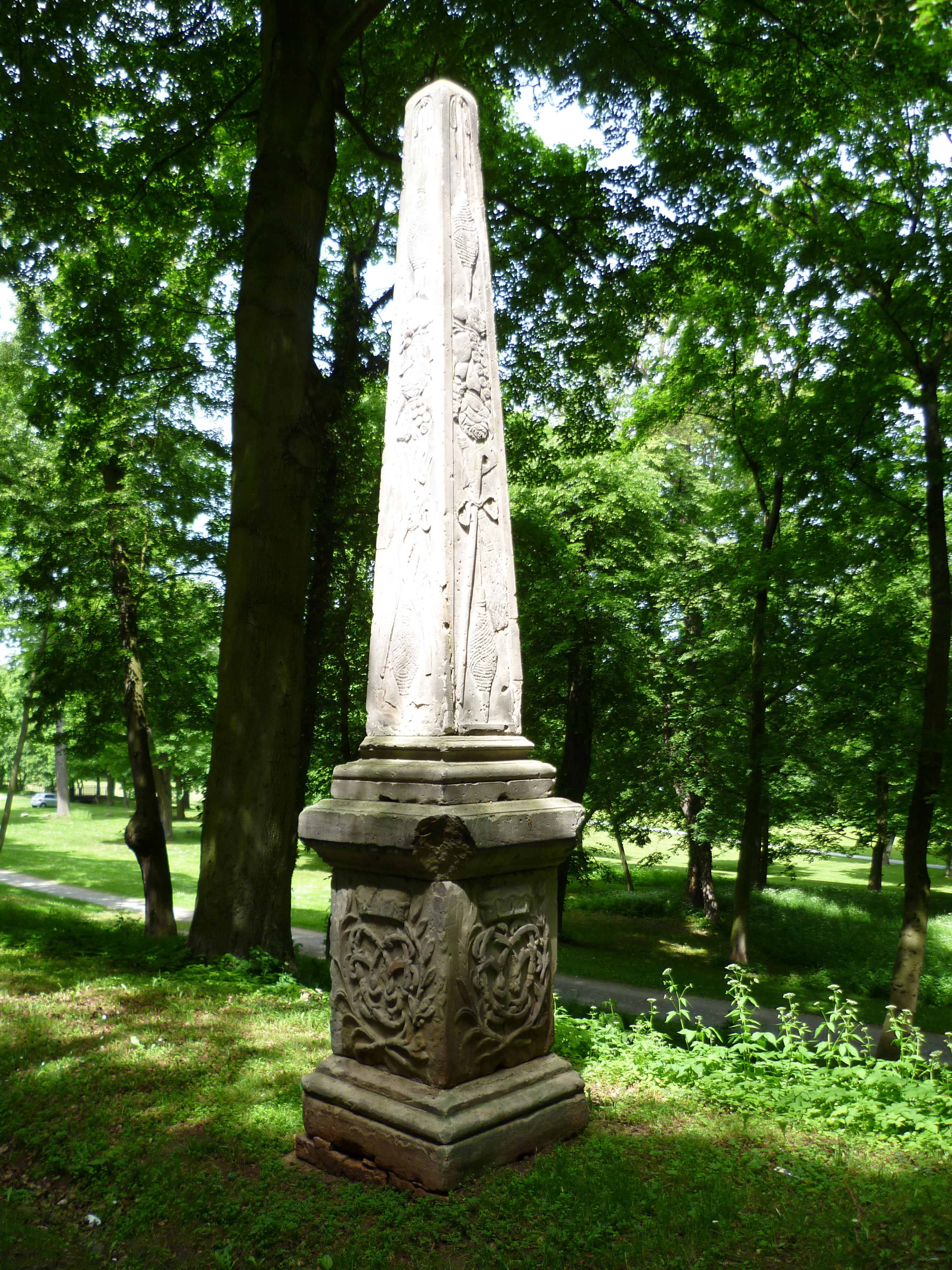
Obelisk von der Allee zum Lohplatz

## Gefallenen-Ehrenmal im Park

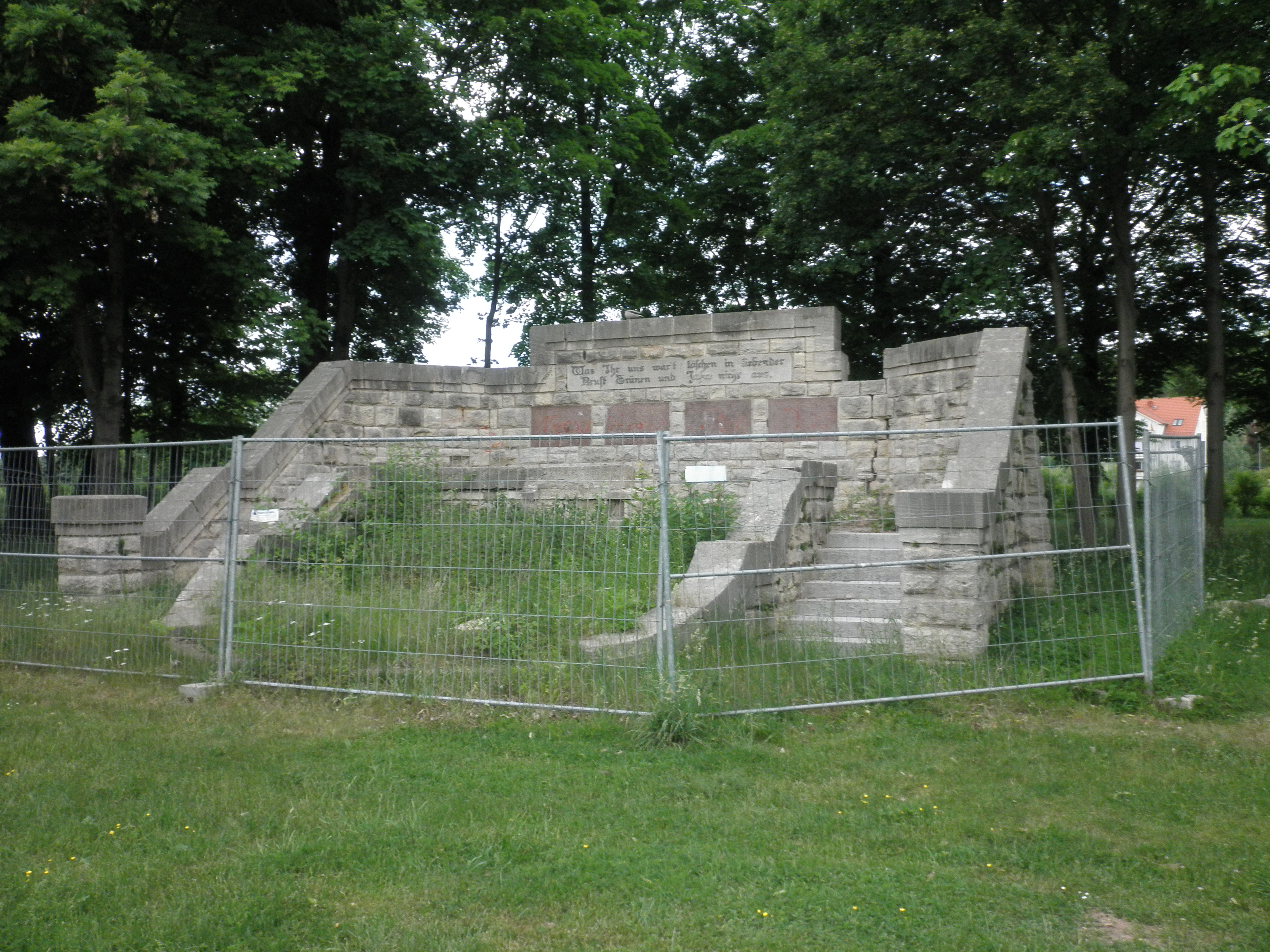
Gefallenen-Ehrenmal (1914–1918), erbaut 1924, im Schlosspark (2012)

Für die im Ersten Weltkrieg Gefallenen und Vermissten entwarf der Architekt Reinhard Erasmus 1923 ein Denkmal. Es ähnelt einer Tribüne mit beidseitigen Treppenaufgängen. Vor dem Denkmal befand sich ein berieseltes Wasserbecken. Vier verwitterte Tafeln zeigten die Namen der Toten, darüber steht der Sinnspruch im Stil der Zeit: "Was Ihr uns ward`t, löschen in liebender Brust Tränen und Jahre nicht aus". Die feierliche Einweihung fand 1924 statt. Die Anlage ist (2012) stark vernachlässigt und harrt der Restaurierung.